# Yadayim (Talmud)
Yadayim (en hebreo: מסכת ידיים) (transliterado: Masejet Yadayim ) es un tratado de la Mishná y del Talmud, perteneciente al orden de Tohorot. El tratado talmúdico de Yadayim, trata sobre un estado de impureza ritual que está relacionado con la limpieza de las manos. Según la ley de la Torá, una persona adquiere la impureza ritual solamente a través del contacto con "el padre de la impureza" y no mediante el contacto con algo que tan solo tiene el primer o el segundo grado de impureza. De todos modos los rabinos decretaron que si una persona toca algo que tiene el primer grado de impureza ritual, sus manos se contaminan con el segundo grado de impureza. Si esa misma persona toca un alimento lo contamina, de manera que un sacerdote cohen no puede comer dicho alimento. En un determinado momento de la historia judía, los rabinos añadieron y establecieron que incluso si alguien no está seguro de haber tocado algo que era impuro, sus manos eran impuras. Las personas tienden a tocar muchas cosas y por lo tanto es muy difícil evitar el hecho de tocar algo impuro. Para remediar este problema, los rabinos decretaron que un judío debe lavarse las manos ritualmente antes de comer pan.